# トミーズコーポレーション
株式会社トミーズコーポレーションは、大阪府泉大津市に本社を置き、アパレル物流サービス、オリジナルTシャツの作成を主に展開している日本の企業。

## 沿革
- 1994年 - 9月 泉大津市条南町にて、輸入衣料品・服飾品の検品・加工作業を主業務とするトミーズコーポレーションとして発足。
- 1995年 - 2月 泉大津市二田町（本社）に作業場を設置し、物流加工サービス部門を拡充。
- 1996年 - 3月 法人組織に改組し、有限会社トミーズコーポレーションを設立。
- 1998年
  - 1月 本社隣接地に第一営業所を開設し、海上コンテナ貨物取り扱い体制を整備。
  - 3月 株式会社トミーズコーポレーションに組織変更。
- 1999年 - 4月 泉大津市東雲町に第二営業所を開設。
- 2000年 - 9月 倉庫業許可を取得（近畿運輸局営業倉庫倉許第1225号）。
- 2001年 - 9月 第一種利用運送事業許可を取得（近運貨取第362号）。
- 2002年 - 8月 大阪営業所を開設。
- 2006年 - 7月 貝塚市加神に第三営業所を開設。
- 2008年
  - - 4月 プリント事業部および工場を開設し、流通加工の付加価値向上を図る。
  - - 6月 オリジナルTシャツ作成サイトを開設。
- 2013年 - 9月 松ノ浜撮影スタジオを設立。
- 2014年
  - 6月 泉北郡忠岡町に第四営業所を開設。同月、WEB事業部を設立。
  - 11月 オリジナルTシャツ作成サイト【TOMMY'S】をリニューアルオープン。
- 2016年
  - 3月 泉大津市虫取町に第五営業所を開設。
  - 6月 泉大津市二田町に第六営業所を開設。
- 2017年 - 10月 EC物流向け在庫管理システム「ロジマネ」のサービス提供を開始。
- 2018年 - 2月 「ロジマネ」を「ビーロジ」に名称変更。
- 2019年
  - 7月 オリジナルタオル販売を開始。
  - 8月 岸和田市磯上町に第七営業所を開設。
  - 10月 名入れタオル販売を開始。
  - 12月 お名前シール「ピタットママ楽天市場店」をオープン。

## 物流拠点 ・営業所
・本社
大阪府泉大津市二田町3-2-23
・流通サービス
大阪府泉大津市東雲町11-10
・忠岡LOGI
大阪府泉北郡忠岡町忠岡南3-1514-12
・虫取LOGI
大阪府泉大津市虫取町2-6-13
・二田LOGI
大阪府泉大津市二田町3-1-29
・岸和田LOGI
大阪府岸和田市磯上町1-20-1
・トミーズ商品撮影スタジオ
大阪府泉大津市松之浜町2-2-23
・大阪営業所
大阪市西区京町堀2-2-3 サイトウビル5Ｆ